# Ákos Takács
Ákos Takács (Budapest, 14 febbraio 1982) è un ex calciatore ungherese, di ruolo difensore.

## Palmarès

### Club

#### Competizioni nazionali
- Campionato ungherese: 1

Ferencvaros: 2003-2004
- Coppa d'Ungheria: 2

Ferencvaros: 2002-2003, 2003-2004
- Supercoppa d'Ungheria: 1

Ferencvaros: 2004